# Mil Mi-46
Mil Mi-46 là một đề án trực thăng chở khách/chở hàng/cần cẩu bay được công bố năm 1992. Mi-46 được chia làm 2 phiên bản: Mi-46T và Mi-46K. Mi-46T là phiên bản chở hàng/hành khách, có trọng lượng bằng một nửa của Mi-26, dùng thay thế cho Mi-6. Mi-46K là phiên bản cần cẩu bay thay thế cho Mi-10K.